# Roman Ingarden
Roman Witold Ingarden (n. 5 februarie 1893, Cracovia - d. 14 iunie 1970, Cracovia) a fost un filozof și estetician polonez, unul dintre cei mai renumiți reprezentanți ai fenomenologiei, membru al Academiei Poloneze de Științe.

## Biografie
A studiat filozofia și matematica în Liov și la Universitatea din Göttingen. Pe timpul Poloniei independente a predat în gimnaziile din Lublin, Varșovia și Toruń. Din 1933 pînă la ocupația hitleristă a Liovului a funcționat ca profesor la Universitatea din Liov. În perioada ocupației (1941-1944) a participat la instruiri secrete și a lucrat la principala sa operă filosofică Spór o istnienie świata. În 1944 s-a întors la Universitatea din Liov, apoi între 1945-1946, profesor la Universitatea Nicolaus Copernicus din Toruń și mai târziu la Universitatea Jagiellonă din Cracovia (1946-1950 și 1956-1963). 